# Hendrick Hagenaer

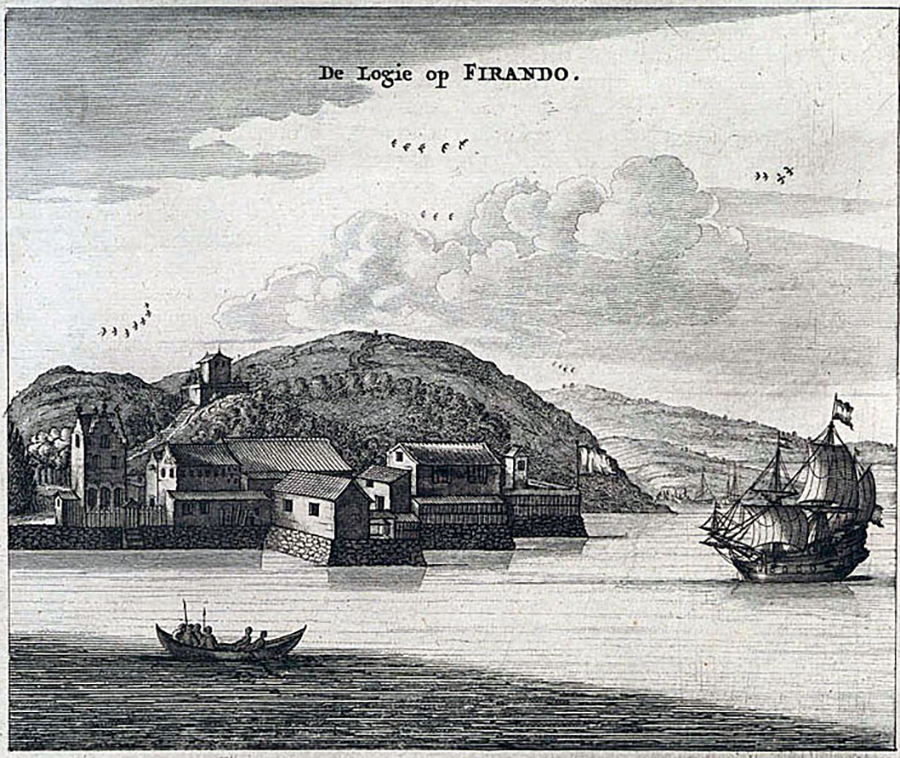
De Nederlandse factorij in Hirado. 17e-eeuwse gravure uit Isaac Commelin

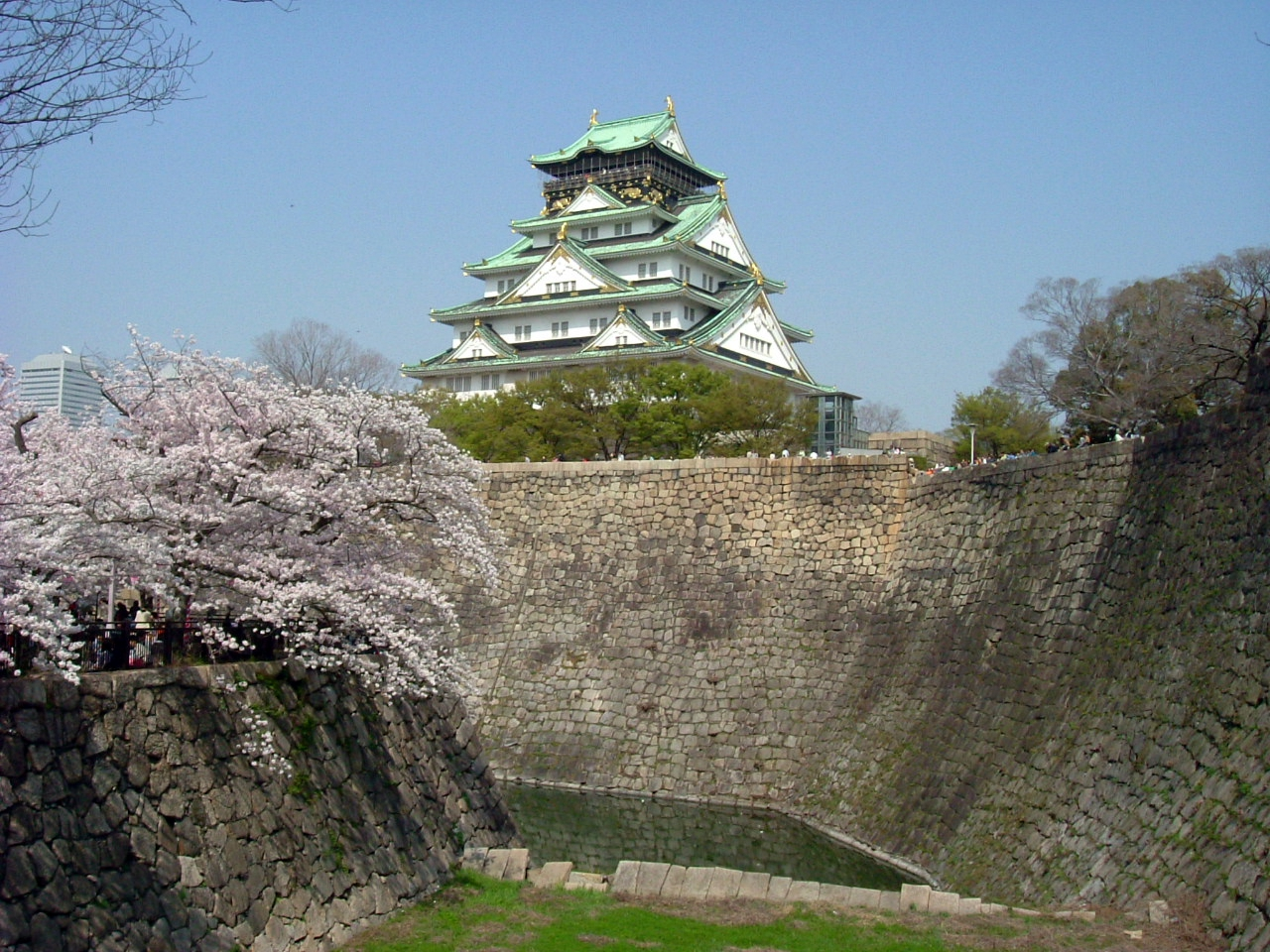
Kasteel Osaka

Hendrick Hagenaer - het is niet bekend waar en wanneer hij werd geboren - was een opperkoopman door de VOC uitgezonden naar de Oost. Hij beschreef als eerste Japan met zijn onbekende gewoonten, zoals seppuku, en het uitmoorden van Portugese jezuïeten en Japanse christenen, voorafgaande aan de Sakoku, de totale afsluiting van Japan voor de buitenwereld in 1641. Het is nog niet duidelijk of hij in 1635-1636 ook opperhoofd in Japan was, maar het lijkt er wel op.
Hagenaer vertrok met het schip Grol dat in december 1631 de haven verliet. Eind juli kwam het jacht in Batavia aan. Hagenaer verbleef in Perzië, Malabar, Cambodja, Formosa en was zeker driemaal in Japan. Hij bracht verslag uit van zijn bevindingen aan Hendrick Brouwer, de gouverneur-generaal in Batavia.

## Reizen
- In augustus 1634 kwam hij aan in Japan, en beschreef Hirado.[5] De factorij bestond uit vier verschillende houten gebouwen en een bijgebouw.[6] Hij vermeldde de martelarij van de Japanse christenen. In november vertrok het schip naar Formosa of Batavia.
- In september 1635 was hij opnieuw in Firando, in december vertrok hij voor een hofreis naar Edo, met François Caron, het toekomstig opperhoofd op Hirado. In januari kwam het gezelschap aan. Hagenaer verliet de stad na een maand. Hij beschreef de geschenken voor de shogun. Het gezelschap logeerde, zoals voorgeschreven, bij een boeddhistische priester. Caron bleef achter vanwege de moeizame onderhandelingen met de achterdochtige shogun Tokugawa Iemitsu, die buitenlanders niet vertrouwde en Pieter Nuyts, de bevelhebber van Fort Zeelandia (Taiwan), in gevangenschap hield. Hagenaer bezocht op zijn terugreis acht tempels en het kasteel van Osaka. In november ging hij te scheep.
- In juli 1637 vertrok hij vanuit Batavia opnieuw naar Japan. Hij bezocht Melchior van Santvoort, die al sinds 1600 in Japan woonde, aangekomen met het schip De Liefde. Hij beschreef de wreedheden tegenover de Japanse christenen in Nagasaki. In november verliet hij Hirado.

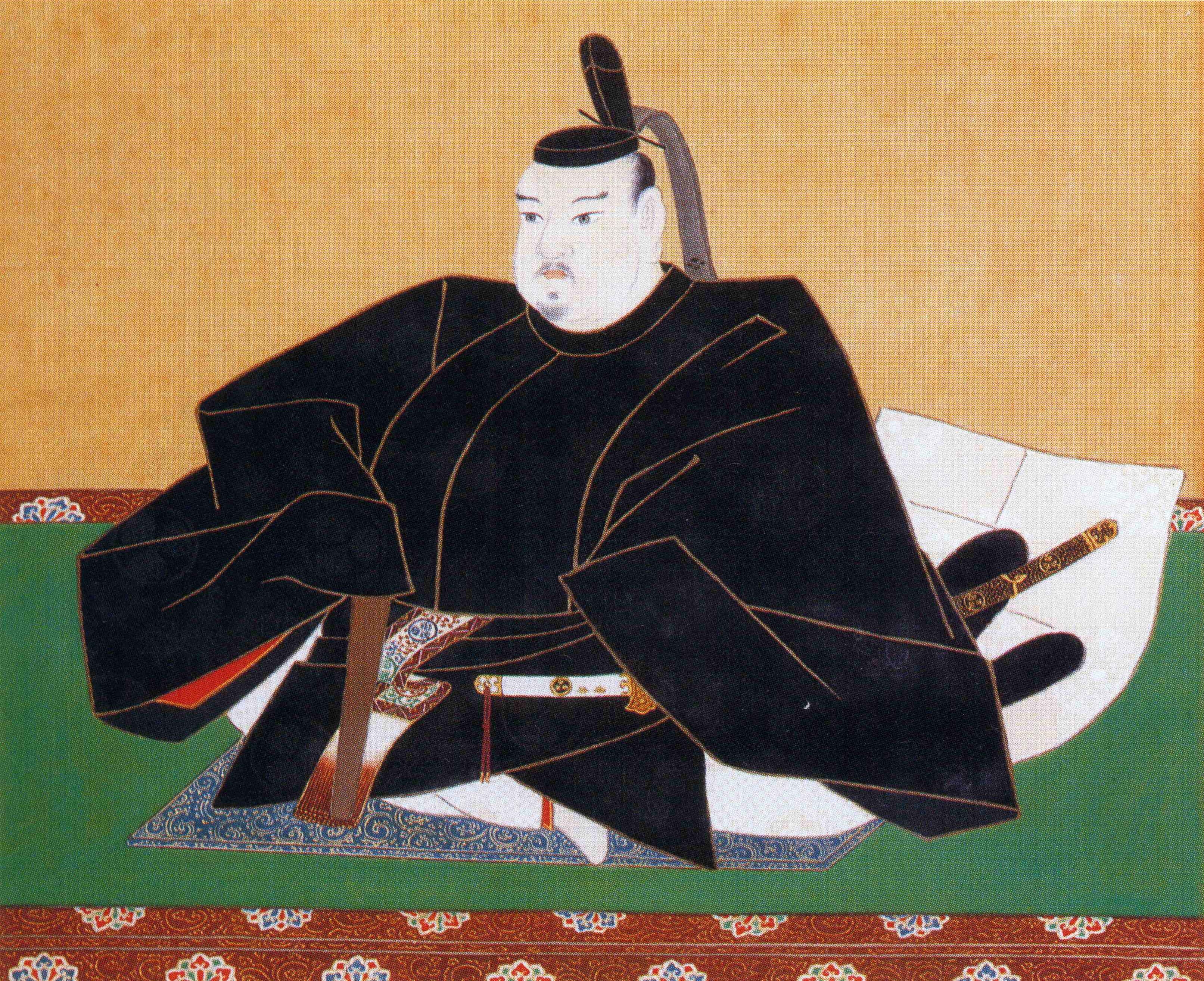
De belangrijkste shogun uit de Japanse geschiedenis, de homoseksuele en achterdochtige Tokugawa Iemitsu, die buitenlandse vrouwen niet toestond Japan te betreden en de combinatie van verspreiding van geloof en uitbreiding van handel wantrouwde.

## Werken
- Verhael Van de Reyze gedaen inde meeste deelen Van de Oost-Indien, Door den Opper-Coopman Hendrick Hagenaer. Uyt gevaeren inden Jaere 1631. Ende weder gekeert Ao. 1638. Met Een besondere Beschryvinge eeniger Indiaensche Coninkckrijcken, Ende Landen / [Hendrick Hagenaer; Francoys Caron] (1645)

Hagenaer gaf een roofdruk uit van het werk van Caron, voorzien van eigen aantekeningen:
- Beschryvinghe van het machtigh koningryk Japan, gesteld door Françoys Caron, Directeur des compagnies negotie aldaer, ende met eenighe aenteekeningen vermeerdert door Henrick Hagenaer (Amsterdam 1650?)
- Rechte beschryvinge van het machtigh koninghrĳck van Iappan, bestaande inverscheyde vragen, betreffende des selfs regiering, coophandel, maniere van leven, strenge justitie etc., voorgesteld door Phil. Lucas, directeur generael wegens den Nederl. Staet in India, ende door Franc. Caron, pres. over de Comp. ommeslach in Jappan, beantwoord in den jare 1636 / welcke nu door den selven autheur oversien, vermeerdert en uytgelaten is de fabuleuse aentt. van Hendr. Hagenaer, so dat nu alles met zĳn voorige origineel komt te accorderen ; en met kop. figg.verrĳckt